# Henry Stephen Fox
Henry Stephen Fox fue un diplomático británico con actuación en la República Argentina durante la década de 1830, en Brasil y Estados Unidos.

## Biografía
Henry Stephen Fox nació el 22 de septiembre de 1791 en Chatham (Kent), hijo del general Henry Edward Fox (1755-1811), tercer hijo de Henry Fox, primer barón Holland (1705-1744), y de Marianne, hija de William Clayton. Era sobrino de Charles James Fox (1749–1806), secretario de estado en tres oportunidades, y primo de Henry Edward Fox (1802- 1859), 4.º Barón Holland (1802-1859). Por parte de madre, descendía del rey Carlos II y de Enrique IV.
Contemporáneo de Percy Bysshe Shelley en Eton y Oxford, «era amigo de todos los whigs y bien conocido en los clubs».
Era muy popular entre los jóvenes: un estudiante de Oxford en 1812 escribía «Me gustaría poder vestir y bailar como Harry Fox, pero a pesar de su buena apariencia y su popularidad, e incluso de su real capacidad, él mismo dice que no tiene absolutamente ningún futuro y que incluso su tío, Lord Holland, no puede hacer nada en absoluto por él».
Tras ingresar en la Christ Church en Oxford en 1809, se recibió el 16 de junio de 1814. Ese mismo año siguió a su tío Charles James Fox en misión diplomática a Nápoles, Reino de las Dos Sicilias, pero caído Napoleón Bonaparte y con Europa finalmente en paz, viajó por el continente con dos compañeros, Lord William Arden, 2.º Barón Alvanley, y Thomas Raikes, y las historias del trío en París, Florencia y Roma llegaban hasta la capital británica.
En 1815 permaneció una larga temporada en esa última ciudad, donde contrajo malaria. Las consecuencias de la enfermedad y del tratamiento lo marcarían para siempre. Su amigo Lord Byron escribiendo desde Nápoles dijo: «Vi el otro día a Henry Fox, quien ha estado terriblemente mal, y, como él mismo dice, ha cambiado tanto que sus más antiguos acreedores no lo reconocen».
En 1818 acompañó a su tío a París como primer agregado de la embajada con un salario de 350 libras. Allí fue arrestado por deudas de juego pero consiguió evitar la deportación por intervención del gobierno francés.
En 1822 Fox regresó a Londres y se reintegró al grupo de dandis en el que destacaba Lord Byron y Lord Kinnaird entre otros.
Eran malos tiempos para los Fox o cualquier partidario de los whigs. El rey Jorge III del Reino Unido, el primer ministro Lord Liverpool y su secretario de estado Robert Stewart, vizconde de Castlereagh, se oponían rotundamente a dar al joven Fox un lugar en el servicio diplomático, para lo cual tenía ambiciones y parecía, dejando de lado la política, admirablemente preparado. 
El 2 de noviembre de 1824 obtuvo finalmente la secretaría del consulado en Turín, y los siguientes años estuvo a cargo de los asuntos de la legación hasta que en 1826 fue trasladado a Nápoles nuevamente como secretario de la legación. En 1828 se desempeñaba en la legación de Viena cuando fue designado ministro plenipotenciario ante las Provincias Unidas del Río de la Plata, pero su nombramiento no se hizo efectivo.
Tras perder en el juego lo que le quedaba de su fortuna y proponer matrimonio a varias herederas en vano, cuando estaba a punto de cumplir sus cuarenta años tuvo finalmente su oportunidad. En 1830 los whigs bajo Charles Grey, 2.º Earl Grey, ocuparon nuevamente el gobierno y su tío Lord Holland convenció al primer ministro para dar a Henry Fox un cargo diplomático. Fox, a esas alturas, había frecuentado por largo tiempo los círculos oficiales, hablaba francés, alemán e italiano y tenía un amplio conocimiento del continente.
Así, el nombramiento como embajador en la República Argentina en reemplazo de Woodbine Parish se hizo efectivo el 9 de julio de 1830, arribando a la ciudad de Buenos Aires, capital de la república, recién en diciembre de 1831.

### Buenos Aires
Pronto demostró en sus despachos a Lord Henry John Temple, 3.er Vizconde Palmerston a cargo del Foreign Office, que las dudas respecto de su capacidad y carácter eran de momento infundadas.

#### Malvinas
Durante los primeros días de su gestión al frente de a legación adhirió a la posición del agresivo cónsul norteamericano George W. Slacum que consideraba a la colonia de Luis Vernet en las islas Malvinas como un mero refugio de vagabundos y piratas y en ese sentido informó a Lord Palmerston ese mismo mes. En su respuesta del 22 de marzo de 1832, Palmerston le instruyó para que solicitáse al gobierno la revocación de la autoridad concedida a Vernet en las islas, lo que era consecuente con reclamos anteriores de Parish en defensa de la pretendida soberanía británica en el archipiélago.
Sin embargo, Fox se había ya hecho una mejor idea de la situación y decidió dejar de lado sus instrucciones aduciendo que sería oportuno dejar que los norteamericanos se entendieran solos con el gobierno argentino y que una afirmación de la soberanía británica sobre las islas podría enredar al Reino Unido en disputas con los Estados Unidos por los derechos de pesca, que eran considerados de importancia.
Por su parte, el nuevo encargado de negocios norteamericano, Francis Baylies, sucesor del cónsul George W. Slacum, comunicó a Fox que su gobierno estaba dispuesto a reconocer la soberanía británica pero que el gobierno de los Estados Unidos como estado sucesor de Gran Bretaña en América, aspiraba a los mismos derechos de pesca que el Reino Unido.
Sin embargo, en Londres donde había ya una decisión tomada tuvieron poco efecto las opiniones de Fox y en agosto de 1832 el Almirantazgo envió al Foreign Office un proyecto de intervención militar en las islas utilizando fuerzas de la estación naval del Atlántico Sur con base en Río.

#### Inmigración
Diez años después del fracaso de los proyectos de inmigración organizados por Bernardino Rivadavia, en oficio a Lord Palmerston del 15 de octubre de 1832 Fox admitió que el fiasco que había llevado a la ruina a muchos compatriotas y sus familias había sido no tanto achacable a las autoridades sino resultado de especuladores y traficantes «que perjudicaron el honor inglés en América». Confirmando su posición, el Foreign Office se negó a hacerse eco de los presuntos cargos de Beaumont contra el gobierno argentino. Lord Ponsonby dijo a Canning que la opinión general en Buenos Aires era la de que Beaumont había mostrado falta de previsión y que sus agentes habían obrado de manera criminal.

#### Conflictos religiosos
A instancias de su gobierno, Fox obtuvo permiso de Juan Manuel de Rosas para que los fieles presbiterianos construyeran una capilla propia en la ciudad. Si bien no encontró oposición del gobierno, él mismo era un «frío escéptico que lamentaba el absurdo celo de sus compatriotas» y los conflictos entre los presbiterianos y los anglicanos «aún en esta distante región del globo» que se habían exacerbado recientemente: «Cuando la Iglesia Británica se estableció aquí por primera vez había menos dificultades en conciliar los intereses de las dos sectas».
También se opuso a las presiones del reverendo John Armstrong, acompañadas por su obispo en Londres, para que el gobierno británico apoyara una activa campaña misionera en Sudamérica.
Medió también en el caso del matrimonio mixto de Samuel Fisher Lafone con la porteña María Fliga de Quevedo y Alsina. Lafone, un acaudalado tratante de cueros de una importante firma de curtidores de Liverpool, contaba con la aprobación de la madre pero fue rechazado por el padre.
La ley permitía un casamiento entre católicos y protestantes cuando la parte católica recibía dispensa del nuncio eclesiástico. Durante años las autoridades argentinas concedían licencia en vez de la dispensa exigida por las normas, pero al restablecerse las relaciones con la Santa Sede, la facultad revirtió al nuncio. Dado que este residía habitualmente en Río de Janeiro, los obstáculos prácticos eran enormes.
Decidido a seguir adelante, Lafone fue rechazado incluso por Armstrong pero finalmente el reverendo John Brown aceptó realizar la ceremonia, que se efectuó casa de la novia con la presencia de su madre, el hermano de Lafone, Alexander, y dos amigos como testigos, uno americano de apellido Horne y otro francés.
Quevedo denunció el hecho al gobierno y todos fueron arrestados. Lafone fue condenado a una multa de 1000 pesos (unas 29 libras) y desterrado junto a su hermano y los testigos, mientras que las mujeres eran enviadas a un convento y el tribunal eclesiástico anulaba el matrimonio, ofreciendo convalidarlo solo si Lafone se convertía.
La resolución del gobierno causó indignación en la población de residentes británicos que acudió al embajador británico pero Fox considerando que efectivamente se habían violado las leyes del país, solo accedió a solicitar benevolencia al gobierno. Declaró que el deber de los súbditos británicos era obedecer las leyes de la República Argentina y respetar la jurisdicción de sus tribunales y rechazó de plano una presentación escrita que exigía que «fueran considerados como una comunidad separada de súbditos británicos exentos de los alcances de la ley del país y en goce de derechos diferentes de los de los ciudadanos de la república».
Los residentes convocaron entonces a una asamblea general para considerar la conducta de Fox, quien les dijo que no se proponía aceptar instrucciones de ninguna asamblea y que solo respondía al gobierno de su nación.
Asimismo, defendía la actitud del gobierno no solo por conforme a derecho sino que consideraba que había demostrado flexibilidad y comprensión en la cuestión religiosa mpas allá de las obligaciones asumidas: «Corresponde hacer notar que el gobierno de Buenos Aires desde que firmó el Tratado con Gran Bretaña ha sido siempre no sólo escrupulosamente exacto en el cumplimiento de sus obligaciones contraídas en virtud del artículo de tolerancia religiosa, sino en varias ocasionens liberal más allá de lo que la letra de ese artículo lo obliga. Y tanto mayor mérito tiene este gobierno porque ha debido, según creo, superar grandes dificultades para ello».
Finalmente la cuestión fue tratada por un lado por juristas de la corona, quienes acordaron con Fox en que Lafone había transgredido las leyes y ratificaron el manejo que el embajador había hecho del asunto, y revisada por el gobierno, que aceptó revocar la sentencia de destierro. En mayo de 1833, la Asamblea aprobó una ley eliminando los obstáculos civiles a los matrimonios mixtos y autorizando al gobierno a otorgar dispensas, aunque reservando a las autoridades eclesiásticas el derecho a imponer castigos espirituales.

### Brasil
Pese a que la negativa a aceptar las presiones de su comunidad y su carácter frío y escéptico hicieron que gozara de escasa estima entre sus compatriotas, y al desacuerdo abierto con algunos aspectos de la política de su gabinete, si bien Fox fue rápidamente retirado de Buenos Aires su nuevo destino representaba en realidad una promoción.
El 1 de junio de 1832 Henry Fox fue trasladado como enviado extraordinario y ministro plenipotenciario ante la corte del Imperio del Brasil en reemplazo de Lord Ponsonby, siendo sustituido a su vez por el secretario de la legación Philip Yorke Gore hasta la llegada de su reemplazante Hamilton Charles James Hamilton, designado el 5 de julio de 1834.

### Estados Unidos
Palmerston cansado de las habituales quejas de Stratford Canning y sir Charles Vaughan sobre el mal clima y el calor de Washington, decidió tener en cuenta para el puesto a Henry Fox: «Fox escribe desde Brasil que es a prueba del clima. Obviamente es el hombre para Washington: por lo menos no vendrá a casa cada dos o tres años por su salud». Henry Fox aceptó con gusto: no estaba para nada ansioso de regresar a Inglaterra donde había contraído deudas enormes.
El 2 de octubre de 1835 fue reemplazado nuevamente por Hamilton y designado por Palmerston enviado extraordinario y ministro plenipotenciario ante el gobierno de los Estados Unidos. En el curso de 1836 Fox llegó a Washington y relevó a Bankhead en la Legación. Su presencia no pasaría desapercibida y fue sin duda controversial. Si bien algunos consideraron que «Al igual que en América del Sur, causó buena impresión en la sociedad de Washington y durante los siguientes siete años independientemente de las dificultades diplomática que surgieron, su popularidad personal, salvo en el último período entre sus acreedores, nunca se desvaneció» muchos lo consideraron, en el mejor de los casos, un excéntrico.
Independientemente de su desempeño como diplomático eran sus características personales las que lo hacían destacar en la capital norteamericana: sus excentricidades fueron el hazmerreír de Washington cuando entró por primera vez al Congreso.
Era alto y delgado en exceso, «con la expresión peculiar y tez cadavérica de un adicto al opio» lo que se confirmó a su muerte.
Sus hábitos y vestimenta no eran considerados adecuados a las personas y entornos en que debía moverse por su cargo. Quien había sido considerado en su juventud en extremo elegante, estaba ahora fuera de moda y movía al ridículo. Un cronista decía que era escrupulosamente limpio, vestía pantalones de nanquín con tiradores, una capa azul fabricada años atrás por un sastre de Río Janeiro con cola «de golondrina» y botones de latón, un alto cuello de camisa, un sombrero que parecía propiio de «un terrateniente de las Indias Occidentales o un contrabandista español», y una enorme sombrilla de seda verde.
En 1841 se presentó al discurso de inauguración del breve mandato del presidente William Henry Harrison vestido «de manera cómica, con un uniforme anticuado, pantalones de casimir blancos que difícilmente le llegaba a los tobillos y una capa desgastada por el uso». Cuando Harrison mencionó a las «naciones extranjeras», Fox como decano del cuerpo diplomático avanzó lentamente hacia el presidente, quien al verlo dijo «nuestros hermanos... los piel roja» en voz baja pero no lo suficiente para que Fox no lo oyera y adoptara una expresión entre «la sonrisa y el disgusto».
Sin embargo, pese a lo singular de su vestimenta y la habitual torpeza de sus movimientos, quienes lo trataban consideraban su voz y un aire de refinamiento peculiar como el sello inconfundible de un caballero. Sus observaciones eran agudas, su conversación fascinante, y destacaba por su ingenio y sus anécdotas de los personajes famosos de Londres y París eran ansiosamente escuchadas y después comentadas por todo Washington. 
Sus horarios eran también poco habituales. Se levantaba a las tres de la tarde, y a las seis tomaba lo que consideraba su paseo matinal en la Avenida Pensilvania.
En una ocasión en que lo encontraron al atardecer en los jardines del Capitolio y lo invitaron a cenar, se excusó diciendo que «de buena gana iría, pero que lo estaban esperando para desayunar». Con motivo del funeral de un miembro del Cuerpo Diplomático, dirigiéndose a la escocesa Frances Erskine Inglis, esposa del embajador del gobierno español Ángel Calderón de la Barca, le dijo: «Qué extraño que se ven todos a la luz del día!»: nunca había visto a sus colegas sino a la luz de las velas.
Se dormía ya de día, después de regar sus plantas. Era apasionado por la botánica y un entusiasta coleccionista, principalmente de muestras entomológicas y muebles de todo tipo que acumulaba en todos los rincones de su domicilio y muchos de los cuales ni siquiera había desembalado al momento de su muerte.
Rara vez se relacionaba con la sociedad en general o visitaba cualquier casa que no fuera la de un colega, incluso sus relaciones con el gobierno rara vez iban más allá de las escasa ceremonias oficiales.
Llevaba la vida de un ermitaño y su temor a intrusiones en su rutina se acercaba a la manía. Sus jardines y residencia estaban siempre cerrados para evitar miradas de curiosos. No solía asistir a espectáculos o encuentros y rara vez organizaba cenas en su domicilio que fueran más allá de pequeños grupos, entre los que se sentía a gusto. Conocía los chismes de la sociedad de Washington, a los que contribuía no en poco con innumerables historias acerca de sus excentricidades.
Murió en posesión de una gran cantidad de dinero en bancos americanos pero era sin embargo avaro, y rara vez podía ser inducido a pagar la más pequeña cuenta, prefiriendo que quienes traían artículos a su residencia dejaran su carga en la acera antes que pagar el acarreo final.
Era sin embargo en extremo imprudente en otros gastos. Al igual que su pariente famoso, Charles James Fox, jugaba mucho y con altas apuestas, pero no tenía reputación de ser cumplidor con las deudas. 
Muchos años después, Mrs. Marian Gouverneur recordaría «Evidentemente, reflejaba características de los caballeros de su época, incluida evidentemente su costumbre de vivir de noche y rara vez ser visto a la luz del día». Sin embargo, era excesivamente descuidado en algunas de las razonables responsabilidades de la vida. Hacía difícil para sus acreedores asegurar una audiencia. Una noche en que rodearon su casa exigiendo a gritos que se comprometiera a una fecha definida para satisfacer sus reclamos, Fox apareció en una ventana del frente y agradablemente anunció que siendo tan urgente la demanda confiaba en poco tiempo darles satisfacción... y agregó con voz estentórea «en el Día del Juicio».
En 1842, durante su período, Charles Dickens efectuó su visita al país de la que dejó una descripción completa en sus American notes. Fox mismo presentó al novelista al presidente John Tyler.
Fox fue el primer enviado británicos acreditado en Washington en los comienzos del reinado de la Victoria I del Reino Unido, que se iniciaba con graves problemas políticos en los dominios británicos de América del Norte: estallaron insurrecciones en Quebec y en el Alto Canadá y sus líderes cruzaron la frontera refugiándose en territorio de los Estados Unidos. Más tarde, el líder rebelde William Lyon Mackenzie con la ayuda de algunos norteamericanos atacó territorio canadiense desde la isla Navy en el río Niágara. En la noche del 29 de diciembre una pequeña fuerza canadiense cruzó el río y capturó el vapor rebelde Caroline. En la acción se perdieron vidas y el buque fue apresado, incendiado y lanzado a las cataratas del Niágara.
Cuando los ecos del conflicto por el affair del Caroline habían empezado a apagarse, Fox tuvo que dirigir su atención a la cuestión de la frontera Nordeste. La posición británica sostenía que los ríos que desembocaban en la Bahía de Fundy eran británicos, negando que el término «Atlántico» comprendiera esa Bahía. Más allá de las razones en uno u otro sentido, el pueblo de Maine encabezada por el gobernador Edward Kent no estaba dispuesto a aceptar variación alguna en las líneas del tratado y rechazaba cualquier propuestas del gobierno federal para fijar un límite, incluso provisional.
Finalmente, su protector Palmerston fue reemplazado en el gabinete británico por Lord George Hamilton-Gordon, 4.º Earl de Aberdeen, cuya opinión acerca de Fox era que «no era el hombre adecuado para el puesto». Agregó duramente a un amigo del primer ministro que «no tengo nada con el señor Fox, excepto que no creo tenga el nivel moral e intelectual que la situación demanda».
Aberdeen resolvió entonces designar a Lord Alexander Baring, 1.er Barón Ashburton, como enviado especial para tratar el problema fronterizo directamente con Daniel Webster, secretario de estado del nuevo presidente, William Henry Harrison.
Ashburton arribó en abril e inició de inmediato las gestiones.
Aunque no podía hacer feliz a Fox pasar a un segundo plano, era habitual el envío de ministros extraordinarios y Fox secundó la labor de Ashburton eficazmente. 
El 9 de agosto de 1842 fue firmado el Tratado Webster-Ashburton. Pero la permanencia de Fox como ministro residente se acercaba a su fin. 
Aberdeen comunicó al embajador norteamericano en Londres, Edward Everett, que el siguiente conflicto en la agenda, la definición de la frontera en Oregón, no quería que fuera tratada por Fox en Washington sino resuelta en Londres entre ellos, cuestión que sería resuelta por el Tratado de Oregón del 15 de junio de 1846.
El desempeño de Fox no era considerado ya satisfactorio para el Foreign Office y la nueva administración juzgaba su actitud como poco conciliadora con los intereses norteamericanos. Cuando recibió órdenes de proceder en todo de acuerdo a las instrucciones de Ashburton, replicó que no sabía de que instrucciones le hablaban, tras lo que Aberdeen decidió su retiro.
Eso no sorprendió a Fox, quien sabía desde la entrada de Aberdeen que su carrera estaba acabada. Aunque públicamente Ashburton se expresaba de él con gentileza y reconocía su ayuda, sabía que no dejaría de reportar que «el sobrino de Charles James Fox era una astilla del viejo palo y que toda su inteligencia y la dignidad de su posición oficial no bastaban para preservarlo de la pública indignidad del juego y las deudas».
Su reemplazo no se hizo esperar y el 27 de febrero de 1844 Fox presentó a su sucesor, Sir Richard Pakenham, al presidente Tyler y presentó su propia carta de destitución. Fox no tenía intención de abandonar la capital norteamericana donde tenía muchos amigos. 
Murió en su residencia de Washington el 13 de octubre de 1846 a los 55 años, de una sobredosis de morfina. Fue enterrado en el Congressional Cemetery. Su colección botánica pasó a manos de su sobrino, Sir Charles James Fox Bunbury.
No debe confundirse con su contemporáneo y pariente Henry Stephen Fox-Strangways, 3.er Earl de Ilchester, fallecido en 1858.